# Поклонная гора (Санкт-Петербург)
Покло́нная гора́ — возвышенность на севере Санкт-Петербурга, в Выборгском районе. Высота над уровнем моря 40 метров. Является частью так называемой Парголово-Левашовской моренной гряды.
По одной из версий, возвышенность получила своё название потому, что отсюда шведы посылали своих гонцов к Петру I с просьбой о заключении мира.
К северо-западу от Поклонной горы расположена цепь озёр (Верхнее, Среднее и Большое Суздальские), давших название району Озерки.
Через вершину Поклонной горы проходит проспект Энгельса. На запад под гору уходит Поклонногорская улица, на восток — Северный проспект, с юго-востока примыкает проспект Тореза. На вершине Поклонной горы эти улицы образуют своего рода «пять углов».